# Zegapain
Zegapain (ZEGAPAIN - ゼーガペイン-) est une série anime créée par le studio Sunrise, connu pour d'autres anime, dont Mobile Suit Gundam, Mai-OtoHiME, et Mai-HiME. La série commença à être diffusée le 6 avril 2006 sur la chaîne japonaise TV Tōkyō, puis BS Japan et AT-X.
Son réalisateur est Masami Shimoda, le character designer Akihiko Yamashita, et le designer des mecha Rei Nakahara.

## Trame
Sogoru Kyo est un lycéen de la ville de Maihama. Il mène une vie typique des garçons de son âge, allant au lycée, ayant des histoires d'amour et une passion pour la natation. Sa vie change le jour où il voit une fille à la piscine, Misaki Shizuno, et découvre qu'il est (au début) le seul à pouvoir la voir. Il est introduit dans un monde où il lutte contre des robots géants dans un monde ressemblant à un jeu. Il commence à se rendre compte que le monde dans lequel il vit n'est peut-être pas le vrai.

## Personnages
- Sogoru Kyo : C'est un lycéen de la ville de Maihama. Il est fan de natation et son plus grand souhait est de faire revivre le club du lycée. Sa rencontre avec Misaki Shizuno va bouleverser sa vie. Il est le Gunner du Zegapain Altair.

- Misaki Shizuno : C'est également une lycéenne de Maihama. C'est elle qui entrainera Sogoru dans les combats des Zegapain. Elle est le Wizard du Zegapain Altair.

- Kaminagi Ryoko: L'amie d'enfance de Kyo et une lycéenne de Maihama. Elle veut être un réalisateur de cinéma.

## Zegapain
Il s'agit de robot dirigés par deux personnes. Le Gunner est chargé du pilotage, le Wizard sert de soutien et matérialise les armes. Les Zegapain sont protégés par une armure de lumière, l'armure holonique, et combattent grâce à des armes matérialisées suivant le même principe. Il fonctionne grâce au QL (utilisé en grande partie pour les armes et compétences spéciales).
- Altair : C'est le Zegapain de Sogoru et Misaki, bien que pouvant être piloté par une autre paire. Son armure est verte. Il est très polyvalent. Canon, katana, bouclier.
- Zegatank :

## Média

### Musique
- Musique de générique du début : Kimi e mukau hikari de Akino Arai (épisodes 1-26)
- Musique de générique de fin :
  - Little Goodbye de Rocky Chack (épisodes 1-9, 11-21, 23-25)
  - And You de Rocky Chack (épisode 10)
  - Last Blue (ラストブルー de Rocky Chack (épisode 22)

### Jeux vidéo
Il y a deux jeux basés sur Zegapain, tous les deux développés par Cavia Inc. pour la plate-forme de jeu Xbox 360. Le premier, publié par Bandai, s'appelle Zegapain XOR et sortit au Japon le 27 juillet 2006. Le second, Zegapain NOT, sortit le 7 décembre 2006 au Japon.

### Manga
Une adaptation manga écrite par Gō Yabuki, Zegapain Gaiden: AI AIWAYS, fut adaptée en feuilleton dans le magazine mensuel Dengeki Daioh d'août à octobre 2006. Un autre manga, Side B-N, basé sur le jeu vidéo Zegapain XOR, a les neuf premiers chapitres disponibles sur le site officiel du jeu. Les deux mangas seront disponibles en format tankôbon.
Il existe un guide sur Zegapain, le Zegapain Visual Fan Book, sorti le 13 mars 2007 au Japon.

### Radio
L'émission radio Zegapain audio drama OUR LAST DAYS commença sa diffusion au Japon le 25 octobre 2006.

### Source
- (en) Cet article est partiellement ou en totalité issu de l’article de Wikipédia en anglais intitulé « Zegapain » (voir la liste des auteurs).